# Зеда-Цирминди
Зеда-Цирминди (груз. ქვედა წირმინდი), также Зеда-Цвирминди — село в Грузии, на территории Местийского муниципалитета края (мхаре) Самегрело-Верхняя Сванетия.

## География
Село находится в северо-западной части Грузии, на правом берегу реки Каслети (бассейн реки Ингури), на расстоянии приблизительно 38 километров (по прямой) к западо-юго-западу от посёлка городского типа Местиа, административного центра муниципалитета. Абсолютная высота — 1396 метров над уровнем моря.

## Население
По результатам официальной переписи населения 2014 года в Зеда-Цирминди проживало 3 человека (1 мужчина и 2 женщины). В национальной структуре населения грузины составляли 100 %.
| Год  | Население, человек |
| ---- | ------------------ |
| 2002 | 0                  |
| 2014 | ↗ 3                |